# Месяц август
«Месяц август» — советский художественный фильм.

## Сюжет
Поездив по стране, Алексей Крашенинников (Сергей Шакуров) задержался в городе — на работе обещали квартиру. Но пришло письмо о том, что заболели старики. Алексей поехал на родину и после похорон отца решил не возвращаться в город…

## В ролях
- Ия Саввина
- Сергей Шакуров
- Александр Плотников
- Вера Кузнецова
- Станислав Чуркин
- Любовь Соколова
- Елизавета Никищихина
- Любовь Малиновская — почтальон
- Екатерина Васильева
- Евгения Ветлова — работница сельсовета

## Съёмочная группа
- Автор сценария: Альбина Шульгина
- Режиссёр: Вадим Михайлов
- Оператор: Вячеслав Фастович